# Tengujo
Tengujo o carta tengucho (典具帖紙?, tenguchōshi) è un tipo di carta giapponese estremamente sottile, al punto da apparire trasparente, ricavata dalle fibre del gelso (Broussonetia papyrifera). 
Proprio per le sue caratteristiche di leggerezza e trasparenza, la carta Tengujo viene utilizzata nella conservazione di archivi cartacei per interventi di "risarcimento" del supporto. Fu introdotta per la prima volta in occidente per il restauro dei volumi danneggiati durante la alluvione di Firenze del 1966. Oggi è utilizzata dai principali musei del mondo È anche utilizzata nell'arredamento come superficie di pannelli e lampade.
La carta è prodotta dalla azienda Hidaka Washi nella Prefettura di Kōchi, Giappone, fin dal 1949. La composizione della carta prevede l'uso delle fibre di gelso (kozo), una soluzione lievemente alcalina di acqua e neri (un liquido estratto dalla pianta di tororo-aoi).